# تايسي كوربوريشن
تايسي كوربوريشن (باليابانية:  大成建設株式会社 تايسي كينسيتسو كابوشيكي غايشا) هي شركة يابانية تأسست في عام 1873. تعمل الشركة بشكل رئيسي في مجال البناء وتشييد المباني، والهندسة المدنية، وتطوير العقارات. لشركة تايسي مكاتب محلية في اثني عشر مدينة يابانية، ومكاتب خارجية في سيول وتايبيه وكاوهسيونغ ، والفلبين، وميانمار، وكوالالمبور ، وجاكرتا ، والهند، وتركيا ، وأبوظبي، وفرانكفورت والولايات المتحدة الأمريكية، والبيرو .

## تاريخ الشركة
تأسست شركة تايسي في عام 1873 تحت اسم أوكوراغومي شوكايأصبح اسمها نيبون دوبوكو في عام 1887، وأعيدت تسميتها إلى شركة تايسي في عام 1946. أكملت الشركة أول خط مترو أنفاق في اليابان عام 1927، مشروع تجديد القصر الإمبراطوري في عام 1968، جسر خليج يوكوهاما في عام1989. تقوم الشركة حاليا ببناء نفق طوله 14 كيلومترا لنقل السكك الحديدية تحت مضيق البوسفور الذي سيربط بين الجانبين الأوروبي والآسيوي من إسطنبول في تركيا. كما قامت الشركة ببناء جسر ميغا في تايلاند وجسر كان ثو في فيتنام.

## اقرأ أيضًا
- إكس-سيد 4000

## روابط إضافية
- الموقع الرسمي للشركة